# Benzatropină
Benzatropina, denumită și benztropină, este un medicament antiparkinsonian, fiind utilizat în tratamentul bolii Parkinson și a unor simptome extrapiramidale. Acționează ca antagonist al receptorilor muscarinici. Căile de administrare disponibile sunt: orală, intravenoasă și intramusculară.
Medicamentul a fost aprobat pentru uz medical în Statele Unite ale Americii în anul 1954. Este disponibil sub formă de medicament generic.

## Utilizări medicale
Benzatropina este utilizată ca adjuvant în tratamentul bolii Parkinson, dar și în tratamentul simptomelor extrapiramidale (precum sunt dischinezia și akatizia) provocate de neuroleptice.